# 順陽丸

順陽丸（じゅんようまる）は、日本の貨物船。太平洋戦争の時期には捕虜や労務者を強制労働のため各地へ運ぶ輸送船（こうした船は連合軍からは「ヘルシップ（地獄船）」と呼ばれた）となっていたが、1944年9月18日にインドネシアの沖合でイギリス海軍潜水艦の雷撃を受けて沈没し、多数の死者を出した。

## 船歴
「順陽丸」はグラスゴーのロバート・ダンカン造船所（Robert Duncan Co.）で建造され、1913年（大正2年）10月30日に進水し、同年12月に竣工した。
当初はイギリスのS. S. Ardgorm Co. Ltd.社の「Ardgorm」、1917年（大正6年）よりNorfolk North American Steam Shipping Co. Ltd.社の「Hartland Point」、1918年（大正8年）よりJohnston Line, Ltd.社の「Hartmore」、1921年（大正10年）よりAnglo-Oriental Navigation Co. Ltd.社の「Sureway」、1927年（昭和2年）より日本の三陽社合資会社の「順陽丸」となり、1929年（昭和4年）に樺太汽船、1938年（昭和12年）12月24日に日産汽船、同年中に小谷商店と転々とし、1938年（昭和13年）からは馬場商事の所有となった。
1943年（昭和18年）10月6日、「順陽丸」は日本陸軍に徴用され、輸送船としては寝棚640床を有して軍馬を484頭収容でき、小発動艇を28隻搭載できる能力とされていた。後に捕虜の輸送船となり、捕虜収容用に甲板や貨物室に竹製の甲板を増設した。また、自衛用として8cm砲、爆雷4個を装備した。1944年（昭和19年）3月8日、馬場商事は馬場汽船に社名を変更した。
同年9月16日、「順陽丸」はペカンバル-ムアロ間のスマトラ横断鉄道の建設に投入される1,377名のオランダ人捕虜と64名のイギリス人（オーストラリア人含む）捕虜、8名のアメリカ人捕虜と4,200名あまりのジャワ人労務者を乗せて、ジャワ島バタヴィアのタンジョンプリオクを出港。18日、南緯02度53分 東経101度11分 / 南緯2.883度 東経101.183度のパダン南南東225km地点にさしかかったところでイギリス潜水艦「トレードウィンド」（HMS Tradewind）の雷撃で沈没した。これは5,620名が死亡する当時世界最大規模の海難事故となった。680人ほどの生き残った捕虜はスマトラ横断鉄道の現場に送られたが、終戦まで生き延び、救出されたのはわずか100人たらずだった。